# Saison 2005-2006 de l'USM Blida
Maillots
Chronologie
Saison précédente Saison suivante
La saison 2005-2006 de l'Union sportive de la médina de Blida est la 19e saison du club en première division du championnat d'Algérie. Le club prend part au championnat d'Algérie et à la Coupe d'Algérie.
Le championnat d'Algérie débute le août 2005, avec la première journée de Division 1, pour se terminer le juin 2006 avec la dernière journée de cette même compétition.

## Compétitions

### Championnat

#### Rencontres
| Date              | J           | Adversaire            | Lieu                                           | Résultat | Buteurs pour l'USMB                        | Entraîneur | Références |
| MATCHS ALLER      |             |                       |                                                |          |                                            |            |            |
| 25 août 2005      | 1er journée | JS Kabylie            | Tizi Ouzou - Stade du 1er Novembre             | 3 - 0    | -                                          | Rubym      | Rapport    |
| 8 septembre 2005  | 2e journée  | Paradou AC            | Blida - Stade Mustapha-Tchaker                 | 1 - 1    | Tahraoui (17e SP)                          | Rubym      | Rapport    |
| 15 septembre 2005 | 3e journée  | CR Belouizdad         | Alger - Stade du 20-Août- 55                   | 2 - 1    | Tahraoui (23e)                             | Rubym      | Rapport    |
| 22 septembre 2005 | 4e journée  | MC Alger              | Blida - Stade Mustapha-Tchaker                 | 2 - 1    | Touil (25e), Bouazza (55e)                 | Rubym      | Rapport    |
| 26 septembre 2005 | 5e journée  | WA Tlemcen            | Tlemcen - Stade des 3 Frères-Zerga (Huis Clos) | 2 - 2    | Touil (5e), Bouazza (32e)                  | Rubym      | Rapport    |
| 13 octobre 2005   | 6e journée  | ASO Chlef             | Blida - Stade Mustapha-Tchaker                 | 3 - 0    | -                                          | Rubym      | Rapport    |
| 20 octobre 2005   | 7e journée  | USM Annaba            | Annaba - Stade du 19 mai 56                    | 1 - 0    | -                                          | Rubym      | Rapport    |
| 27 octobre 2005   | 8e journée  | ES Sétif              | Blida - Stade Mustapha-Tchaker                 | 1 - 0    | Bachiri (66e)                              | Rubym      | Rapport    |
| 10 novembre 2005  | 9e journée  | MC Oran               | Oran - Stade Ahmed Zabana                      | 1 - 1    | Boussaïd (52e c.s.c)                       | Bouali     | Rapport    |
| 17 novembre 2005  | 10e journée | US Biskra             | Blida - Stade Mustapha-Tchaker                 | 0 - 1    | -                                          | Bouali     | Rapport    |
| 28 novembre 2005  | 11e journée | CA Bordj Bou Arreridj | BBA - Stade du 20-août (Huis-Clos)             | 1 - 0    | -                                          | Mouassa    | Rapport    |
| 2 décembre 2005   | 12e journée | NA Hussein Dey        | Alger - Stade du 20-Août 1955                  | 0 - 0    | -                                          | Mouassa    | Rapport    |
| 8 décembre 2005   | 13e journée | USM Alger             | Blida - Stade Mustapha-Tchaker                 | 0 - 0    | -                                          | Mouassa    | Rapport    |
| 15 décembre 2005  | 14e journée | CA Batna              | Batna - Stade du 1er- Novembre-54              | 0 - 1    | Zouani (63e)                               | Mouassa    | Rapport    |
| 19 décembre 2005  | 15e journée | CS Constantine        | Blida - Stade Mustapha-Tchaker                 | 1 - 0    | Zouani (61e)                               | Mouassa    | Rapport    |
| MATCHS RETOUR     |             |                       |                                                |          |                                            |            |            |
| 19 janvier 2006   | 16e journée | JS Kabylie            | Blida - Stade Mustapha-Tchaker                 | 1 - 1    | Tall M. (67e)                              | Mouassa    | Rapport    |
| 26 janvier 2006   | 17e journée | Paradou AC            | Alger - Stade Omar-Hamadi                      | 2 - 0    | -                                          | Mouassa    | Rapport    |
| 30 janvier 2006   | 18e journée | CR Belouizdad         | Blida - Stade Mustapha-Tchaker                 | 2 - 1    | Mehdaoui (10e), Endzanga (70e)             | Mouassa    | Rapport    |
| 2 février 2006    | 19e journée | MC Alger              | Alger - Stade du 5-Juillet                     | 1 - 0    | -                                          | Mouassa    | Rapport    |
| 16 février 2006   | 20e journée | WA Tlemcen            | Blida - Stade Mustapha-Tchaker                 | 2 - 0    | Diss (6e s.p), Endzenga (15e s.p)          | Mouassa    | Rapport    |
| 23 février 2006   | 21e journée | ASO Chlef             | Chlef - Stade Boumezrag                        | 2 - 1    | Zouani (55e)                               | Mouassa    | Rapport    |
| 9 mars 2006       | 22e journée | USM Annaba            | Blida - Stade Mustapha-Tchaker                 | 1 - 0    | Endzanga (2e)                              | Mouassa    | Rapport    |
| 16 mars 2006      | 23e journée | ES Sétif              | Sétif - Stade du 8-Mai-45                      | 2 - 0    | -                                          | Mouassa    | Rapport    |
| 23 mars 2006      | 24e journée | MC Oran               | Blida - Stade Mustapha-Tchaker                 | 1 - 0    | Zouani (9e)                                | Mouassa    | Rapport    |
| 30 mars 2006      | 25e journée | US Biskra             | Biskra - Stade du 18-Février                   | 0 - 0    | -                                          | Mouassa    | Rapport    |
| 13 avril 2006     | 26e journée | CA Bordj Bou Arreridj | Blida - Stade Mustapha-Tchaker                 | 2 - 0    | Endzanga (34e), Mehdaoui (89e)             | Mouassa    | Rapport    |
| 20 avril 2006     | 27e journée | NA Hussein Dey        | Blida - Stade Mustapha-Tchaker                 | 3 - 0    | M.Tall (47e), Belaoued (73e), Zouani (74e) | Mouassa    | Rapport    |
| 15 mai 2006       | 28e journée | USM Alger             | Alger - Stade Omar-Hamadi                      | 3 - 2    | Bachiri (44e), Zouani (90e)                | Mouassa    | Rapport    |
| 18 mai 2006       | 29e journée | CA Batna              | Blida - Stade Mustapha-Tchaker (huis-clos)     | 0 - 0    | -                                          | Mouassa    | Rapport    |
| 25 mai 2006       | 30e journée | CS Constantine        | Constantine - Stade Benabdelmalek              | 2 - 1    | Belouahem (78e)                            | Mouassa    | Rapport    |

#### Classement final
Le classement est établi sur le barème de points suivant : une victoire vaut 3 points, un match nul 1 point et une défaite 0 point.
| Rang | Équipe                | Pts | J  | G  | N  | P  | Bp | Bc | Diff |
| ---- | --------------------- | --- | -- | -- | -- | -- | -- | -- | ---- |
| 1    | JS Kabylie            | 58  | 30 | 17 | 7  | 6  | 47 | 21 | +26  |
| 2    | USM Alger T -3        | 57  | 30 | 18 | 6  | 6  | 50 | 30 | +20  |
| 3    | ASO Chlef             | 52  | 30 | 15 | 7  | 8  | 45 | 25 | +20  |
| 4    | ES Sétif              | 47  | 30 | 14 | 5  | 11 | 30 | 26 | +4   |
| 5    | CA Bordj Bou Arreridj | 46  | 30 | 13 | 7  | 10 | 22 | 24 | -2   |
| 6    | MC Alger C            | 44  | 30 | 13 | 5  | 12 | 42 | 35 | +7   |
| 7    | CR Belouizdad         | 40  | 30 | 11 | 7  | 12 | 30 | 31 | -1   |
| 8    | Paradou AC P          | 40  | 30 | 11 | 7  | 12 | 36 | 38 | -2   |
| 9    | CA Batna P            | 38  | 30 | 11 | 5  | 14 | 32 | 35 | -3   |
| 10   | USM Blida             | 38  | 30 | 10 | 8  | 12 | 26 | 30 | -4   |
| 11   | NA Hussein Dey        | 38  | 30 | 10 | 8  | 12 | 27 | 35 | -8   |
| 12   | MC Oran               | 37  | 30 | 10 | 7  | 13 | 35 | 42 | -7   |
| 13   | WA Tlemcen            | 37  | 30 | 10 | 7  | 13 | 25 | 33 | -8   |
| 14   | CS Constantine        | 36  | 30 | 10 | 6  | 14 | 27 | 36 | -9   |
| 15   | USM Annaba            | 35  | 30 | 10 | 5  | 15 | 33 | 40 | -7   |
| 16   | US Biskra P           | 20  | 30 | 3  | 11 | 16 | 13 | 39 | -26  |

Résultat
- Qualifié pour la Ligue des champions 2007
- Tour préliminaire de la Coupe de la confédération 2007
- Qualifié pour la Ligue des champions arabes 2006-2007
- Premier tour de la Coupe de la confédération 2007

Relégation
- Relégation en Division 2

Abréviations
T : Tenant du titre

C : Vainqueur de la Coupe d'Algérie 2005-2006

P : Promus de Division 2

-3 : 3 points de pénalité

### Coupe d'Algérie

#### Rencontres
| Date             | Tour          | Adversaire  | Stade (ville)                      | Résultat | Buteurs pour l'USMB | Références |
| 30 décembre 2005 | 32e de finale | MC El Eulma | Stade du 1er-Novembre - Tizi-ouzou | 0-1      | -                   | Rapport    |

## Statistiques
| Rang | Joueur               | Cham. | Coupe | Total |
| ---- | -------------------- | ----- | ----- | ----- |
| 1    | Billal Zouani        | 6     | 0     | 6     |
| 2    | Wilfried Endzanga    | 4     | 0     | 4     |
| 3    | Abdelmadjid Tahraoui | 2     | 0     | 2     |
| 3    | Farid Touil          | 2     | 0     | 2     |
| 3    | Feham Bouazza        | 2     | 0     | 2     |
| 3    | Redouane Bachiri     | 2     | 0     | 2     |
| 3    | Mamadou Tall         | 2     | 0     | 2     |
| 3    | Mohamed Mehdaoui     | 2     | 0     | 2     |
| 4    | Ayache Belaoued      | 1     | 0     | 1     |
| 4    | Smaïl Diss           | 1     | 0     | 1     |
| 4    | Sid Ahmed Belouahem  | 1     | 0     | 1     |
|      | But contre son camp  | 1     | 0     | 1     |
|      | Total                | 26    | 0     | 26    |